# ویلیام شاکلی (هنرپیشه)
ویلیام شاکلی (انگلیسی: William Shockley؛ زادهٔ ۱۷ سپتامبر ۱۹۶۳) یک هنرپیشه اهل ایالات متحده آمریکا است. وی در مجموعه تلویزیونی پزشک دهکده با بازی در نقش هنگ، شناخته شد.
او در فیلم آخرین خشم نیز بازی کرده است.